# 24 de ore
24 este un serial TV american, câștigător, între altele, al Premiilor Emmy și Globul de Aur. Serialul a fost produs și transmis de canalul FOX, primul episod fiind difuzat pe data de 6 noiembrie 2001. Serialul relatează în timp real acțiunile agenților care luptă împotriva diverselor atacuri teroriste în Statele Unite. Serialul s-a bucurat de succes atât în rândul publicului cât și în rândul criticilor, fiind preluat în diverse țări din lume. Serialul are în total 8 sezoane a câte 24 de episoade. Fiecare episod relatează evenimentele petrecute pe o durată de 60 de minute. Ultimul episod, al 192-lea, a fost difuzat pe 24 mai 2010. Personajul principal, și singurul care apare în toate episoadele, este agentul federal Jack Bauer, interpretat de Kiefer Sutherland.
În România, serialul a apărut pe DVD cu ziarul Adevărul începând din septembrie 2008, fiind doar primele 2 sezoane pe DVD.